# Laomavix collisi
Laomavix collisi är en snäckart som först beskrevs av Brazier 1877.  Laomavix collisi ingår i släktet Laomavix och familjen punktsnäckor. Inga underarter finns listade i Catalogue of Life.